# PK14
P.K.14，全称为the Public Kingdom for Teens（青春公共王国）。音乐风格受新浪潮／后朋克的影响。乐队曾经和现在的成员包括徐锋，孙霞，杨森，邢芒，华东，杨宝斌，雷坛坛，许波，施旭东，任杰，杨海崧。现在的固定成员为许波（吉他），施旭东（贝司），雷坛坛（鼓），杨海崧（唱）。P.K.14是中国独立摇滚风潮中早期的开创者和最具影响力的乐队之一。

## 發展簡史
- 1997年，杨海崧之前的西乐队解散，并打算成立一只新乐队。同年11月，P.K.14成立于南京。当时成员为徐锋（吉他），孙霞（贝司），杨森（鼓），杨海崧（唱）。乐队在南京发展的头两年阵容极不稳定，三易吉他手，鼓手也换过两次。
- 1999年，乐队北上到北京进行了几场演出，并且受到摩登天空老板沈黎晖邀请，准备在《摩登天空4》收录一支单曲。同年6月，在《摩登天空杂志》上发表单曲“蓝色的月亮”。
- 2001年在发表了乐队首张专辑《上楼就往左拐》（厂牌：Sub Jam中国／Empty Egg加拿大）。同年，乐队正式落脚于北京。[1]
- 2002年5月在《摩登天空4》中发表单曲“关于K”（厂牌：Modern Sky 中国）。同年，贝斯手孙霞（海崧妻子）因病退出，乐队邀请任杰加入，之后由施旭东接任。[5]
- 2004年10月，发表专辑《谁谁谁和谁谁谁》（厂牌：Badhead 中国）。专辑完成后，鼓手雷坛坛加入乐队，他与杨海崧1999年在上海因国际噪音阴谋（英语：The (International) Noise Conspiracy）的巡演而相识。当时P.K.14是暖场乐队，而雷坛坛是本次巡演的策划者。搬来北京后，海崧偶然看到了他与脑浊的主唱在Cocktail 78乐队里的演出，海崧觉得很不错，于是在前任鼓手离队后正式邀请雷坛坛加入PK14。[5]
- 2005年9月，发表专辑《白皮书》（厂牌：Badhead 中国）。
- 2008年6月，发表专辑《城市天气的航行（英语：City Weather Sailing）》（厂牌：兵马司 中国）。
- 2013年8月，发表专辑《1984》（厂牌：兵马司 中国）。专辑由欧阳汉客（Henrik Oja）制作，录音由美国知名音乐人Steve Albini（英语：Steve Albini）完成。乐队首先飞往瑞典，与老搭档欧阳汉客一起排练了一个星期。后又赴往芝加哥，在Steve Albini的Electrical Audio进行录音。24轨的磁带机还原七八十年代摇滚乐的录音方式。全模拟的录音使得《1984》的音色较之以往专辑显得更加浑浊粗粝，饱含力量。
- 2013年10月，P.K.14以沈阳站结束了自己耗时一个多月跨越三十多个城市的新专巡演。
- 2015年10月，发表专辑《金蝉脱壳》（厂牌：兵马司 中国）。专辑由旅居中国的美国乐队Alpine Decline的成员柴德林和牟建华（吉他、合成器），以及“燥眠夜”的朱文博（萨克斯、噪音）合作完成，为孙秋晨的舞台装置展览配乐而创作，具有强烈的实验音乐色彩。
- 2018年10月，发表专辑《当我们谈论他的名字时我们在谈论什么》（厂牌：兵马司 中国），本专辑的录音在德国汉莎完成，母带制作则在瑞典斯德哥尔摩完成。
- 2019年4月，发表专辑《你就让自己漂浮在陌生的城市里/星期六的节奏》（厂牌：兵马司 中国／独立制作）。本张专辑其实是去年《当我们谈论他的名字时我们在谈论什么》的B-side，同样由与乐队合作密切的瑞典音乐人欧阳汉客（Henrik Oja）制作完成。
- 2022年1月，发表单曲《滚滚红尘》（发行公司： 滚石唱片）。系翻唱歌曲（词曲：罗大佑，原唱：陈淑桦），收录于《滚石撞乐队40团拼经典》。

## 乐队成员
- 主唱：杨海崧。乐队灵魂人物，同时也是音乐制作人，以及诗人、小说家[6]。他与Michael Pettis（英语：Michael Pettis）共同创立了独立厂牌兵马司，目前担任厂牌主理人[7]。曾经出版小说集《现在让我们赞美富人》，以及诗集《半衰期》等[8]，并且翻译了澳大利亚著名后朋克摇滚歌手Nick Cave的诗集《呕吐袋之歌》[9]。
- 贝司：施旭东。在经历了孙霞、任杰后，贝斯由施旭东担任至今。
- 吉他：许波。在前任吉他徐烽离队后，他被生命之饼的吴维介绍给杨海崧，随后加入了乐队。许波同时也是独立厂牌大福唱片的主理人。
- 鼓：雷坛坛。瑞典籍，原名Jonathan Leijonhufvud，也经常被称为Jonny。1999年，雷坛坛作为国际噪音阴谋（英语：The (International) Noise Conspiracy）上海演出的策划者认识了当时暖场的杨海崧，不久后他在北京一次演出给杨海崧留下了深刻印象，随后加入乐队。在此之前，乐队经历了华东、杨森等多任鼓手。

## 乐队风格
P.K.14的作品根植于20世纪80-90年代欧美地区的地下音乐和实验摇滚，而杨海崧的声音，以及中文的歌词，给他们的作品贴上了独一无二的标签。他们从一开始就定下了歌词深邃如诗、沉重严肃的风格，这也继而发展为乐队最标志性的特点，这与杨海崧本人对文学、哲学的热爱有很大关系。比如在专辑《1984》中，他们把技术展现得淋漓尽致，把Sonic Youth中期那种扣人的、嘈杂的声响带入到了一个全新的语境当中。杨海崧的嗓音给人以恐惧不安之感，歌词充满了劝诫意味，将乔治•奥维尔这部反乌托邦小说作为灵感来源并借摇滚乐形式展现出来。

P.K.14的作品往往有着猛烈的和弦，阴暗的贝司低音以及躁动的鼓点，体现了诸如Sonic Youth、the Pixies、Fugazi等美国上世纪80年代的独立乐队对其产生的影响。不过主唱杨海崧在2008年接受美国时代周刊采访时也提到了诸如Bob Dylan、Woody Guthrie、Phil Ochs等60年代的抗议歌手对其产生的影响，这也体现在他们的作品当中，他们DIY和独立的音乐创作精神被看做是对权威当局的反抗，而他们的歌词也隐含着对国家和社会的批评。杨海崧本人并不在意对乐队风格定义，如他所说，“如果硬是要加所谓的‘风格’的话，那就是我们对社会的感受”。